# Mistrzostwa Polski w Boksie 2018
Mistrzostwa Polski w Boksie 2018 – 89. edycja mistrzostw Polski, przeprowadzona w Karlinie między 23 a 28 kwietnia 2018. W zawodach uczestniczyło 169 pięściarzy, reprezentujących 77 klubów. Najwięcej zawodników, 31, wystartowało w kategorii do 75 kg, najmniej, 4, w kategorii do 49 kg. W klasyfikacji klubowej zwyciężył Skorpion Szczecin (213 pkt.), drugie i trzecie miejsce zajęły SAKO  Gdańsk i BTS Broń Radom (po 101 pkt.). W klasyfikacji medalowej triumfował Skorpion Szczecin, którego pięściarze zdobyli 6 medali.

## Medaliści
| Kategoria:                       | Złoto:                                   | Srebro:                                  | Brąz:                                                                        |
| waga papierowa (do 49 kg)        | Jakub Słomiński (Wda Świecie)            | Dorian Mospinek (Skorpion Szczecin)      | Cezary Leśko (Olimp Lublin) Daniel Surowiec (KSZO Ostrowiec Świętokrzyski)   |
| waga musza (do 52 kg)            | Maciej Jóźwik (Skorpion Szczecin)        | Mateusz Pustuła (KS Polkowice)           | Wasilij Iskra (Boks Team Oława) Sebastian Węgłowski (Broń Radom)             |
| waga kogucia (do 56 kg)          | Jarosław Iwanow (Wisła Kraków)           | Kacper Harkawy (Skorpion Szczecin)       | Marcin Hejosz (Copacabana Konin) Mateusz Mieszczakowski (Broń Radom)         |
| waga lekka (do 60 kg)            | Radomir Obruśniak (Róża Karlino)         | Adrian Kowal (Olimp Lublin)              | Dominik Palak (SAKO Gdańsk) Bartłomiej Przybyła (Jawor Team Jaworzno)        |
| waga lekkopółśrednia (do 64 kg)  | Damian Durkacz (Spartan Knurów)          | Karol Kowal (Skorpion Szczecin)          | Karol Łapawa (Sporty Walki Gostyń) Daniel Skorupa (RMKS Rybnik)              |
| waga półśrednia (do 69 kg)       | Mikołaj Tobera (Sporty Walki Piła)       | Mateusz Kostecki (Desant Kraków)         | Maksymilian Gibadło (Carbo Gliwice) Filip Wąchała (SAKO Gdańsk)              |
| waga średnia (do 75 kg)          | Bartosz Gołębiewski (Rushh Kielce)       | Mateusz Goiński (Zagłębie Konin)         | Stanisław Gibadło (Carbo Gliwice) Rafał Perczyński (SAKO Gdańsk)             |
| waga półciężka (do 81 kg)        | Arkadiusz Szwedowicz (Skorpion Szczecin) | Maciej Haba (Gosiewski Wrocław)          | Tomasz Czyczerski (OKB Opole) Jakub Kasprzak (Boks Poznań Team)              |
| waga ciężka (do 91 kg)           | Michał Soczyński (PACO Lublin)           | Tomasz Niedźwiedzki (Orkan Gorzów Wlkp.) | Oskar Bielski (Skorpion Szczecin) Bartłomiej Krasuski (Broń Radom)           |
| waga superciężka (powyżej 91 kg) | Mateusz Cielepała (niestowarzyszony)     | Adam Kulik (PACO Lublin)                 | Kamil Bodzioch (Red Fighters Jelenia Góra) Mateusz Figiel (Hetman Białystok) |